# Università Nazionale Sun Yat-sen
L'Università Nazionale Sun Yat-sen (國立中山大學T, Guólì Zhōngshān DàxuéP; sigla NSYSU) è un'università pubblica che svolge attività di ricerca scientifica eccellendo soprattutto nel campo dell'oceanografia e del business management; ha sedi nella città di Kaohsiung, a Taiwan, e nelle Isole Pratas, nel Mar Cinese Meridionale.La Sun Yat-sen è tra le sei migliori università nazionali per la ricerca e si colloca tra i migliori college marittimi e le business school dell'Asia orientale.
Prende il nome dal dottor Sun Yat-sen, fondatore, nel 1923, di due università, una civile e una militare. Nel 1926 l'Università civile venne chiamata Chungshan University o Università Sun Yat-sen e aveva sede a Canton. Quando il governo della Repubblica di Cina, nel 1949, si spostò a Taiwan, si pensava si dovesse stabilire lì anche l'Università, cosa che non avvenne. Il nuovo campus venne fondato infatti solo nel 1980, grazie agli sforzi degli studenti dell'originaria Università Sun Yat-sen e dell'Università Sun Yat-sen di Mosca.
NSYSU è la prima Università nazionale "completa" del sud di Taiwan ed è la prima delle sette Università di ricerca in tutto il paese. L'Università contiene diversi istituti di ricerca fondati dal governo degli Stati Uniti, dalla Commissione europea e dal governo giapponese. Le sue scuole di Business, Scienze Marine, Scienze Sociali, nonché i programmi di Scienze Applicate, unitamente allo stipendio medio dei laureati che vi lavorano, hanno contribuito a fare classificare l'Università tra i primi tre posti a Taiwan e tra le prime 400 Università del mondo nelle classifiche internazionali. 
Situato lungo il porto di Kaohsiung, il campus NSYSU risulta essere anche una fortezza naturale: circondato sui quattro lati dal mare e dalle montagne, esso rappresenta una vera e propria attrazione turistica.

## Cultura tradizionale
L'Università Nazionale Sun Yat-sen (NSYSU) si trova nella città di Kaohsiung, la più grande città portuale di Taiwan. Incentrata su studi riguardanti l'oceano e il commercio, non solo è il luogo di nascita del primo college di scienze marittime di Taiwan, ma è anche l'unico a ospitare attività quali sport acquatici direttamente nel campus. I requisiti di laurea di NSYSU per i suoi studenti includono la dimostrazione della capacità di nuotare. NSYSU ha anche un regolare rapporto di competizione di windsurf con la prestigiosa Università di Osaka in Giappone. Inoltre, NSYSU ha una relazione speciale con l'Università della California a San Diego (UCSD) negli Stati Uniti, un'università di ricerca con uno stile accademico simile e che si trova anche vicino a una costa. Il simposio congiunto NSYSU e UCSD si tiene a Kaohsiung e La Jolla alternativamente ogni anno dal 2015.
L'American Institute in Taiwan (AIT) ha rilasciato una dichiarazione ufficiale nel giugno 2021:

## Scuole
- Collegio di Arti Liberali
- Collegio di Scienze
- Collegio di Ingegneria
- Collegio di Gestione
- Collegio di Scienze Marine
- Collegio di Scienze Sociali

Il primo studente cinese e Burkina Faso a Taiwan a ricevere un dottorato di ricerca si è laureato presso l'Institute of China and Asia-Pacific Studies presso NSYSU.

## Galleria d'immagini

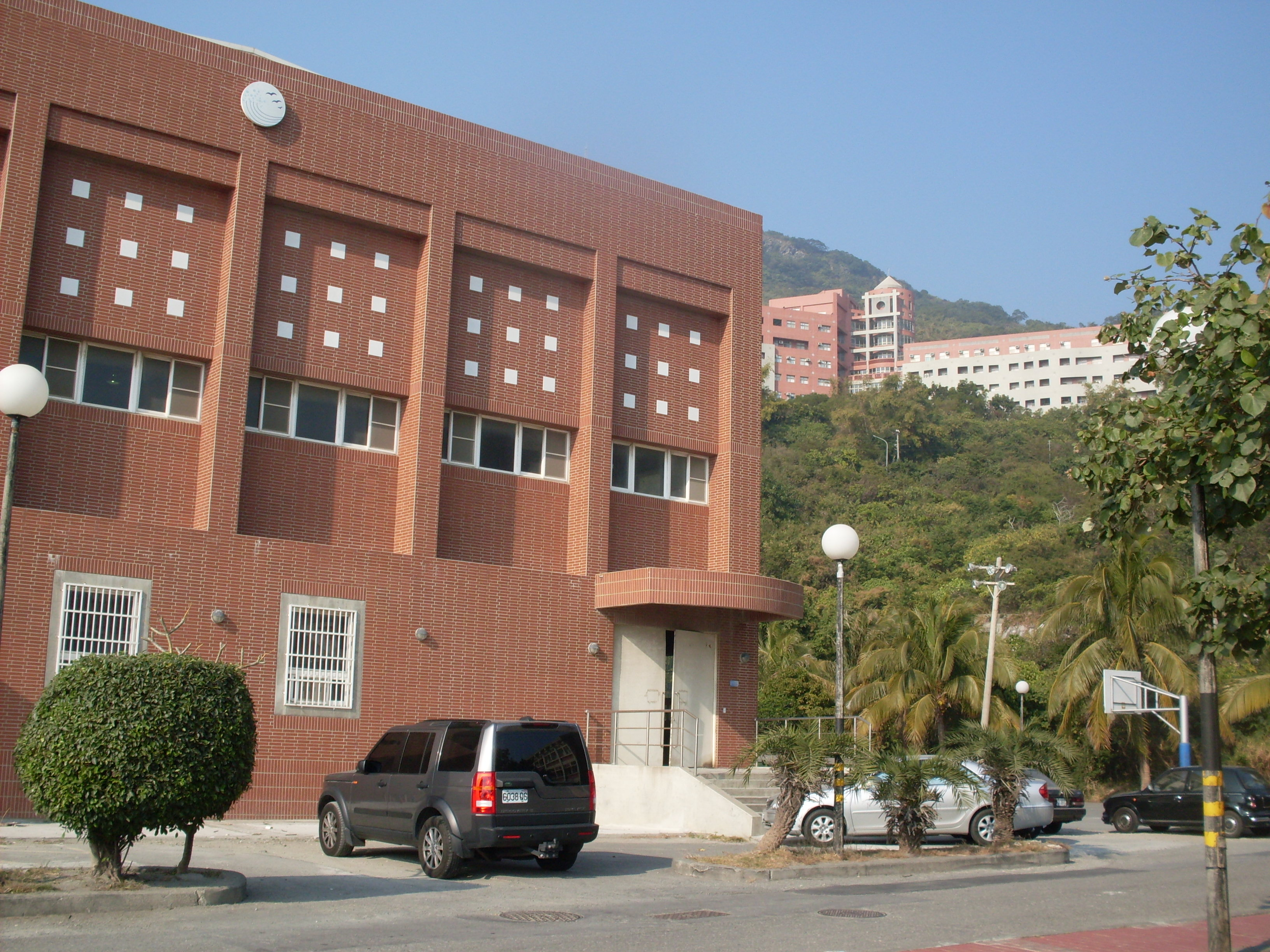
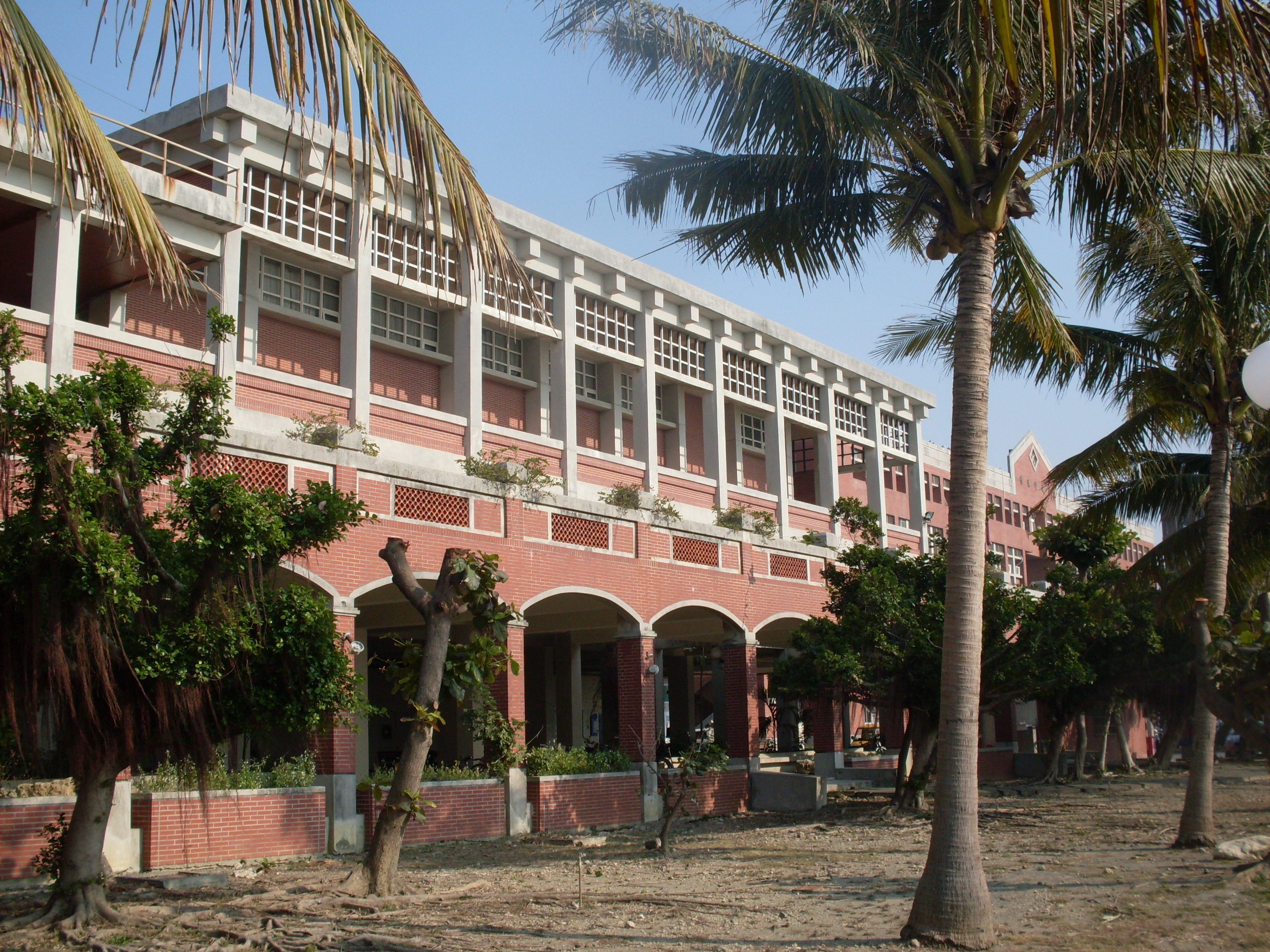
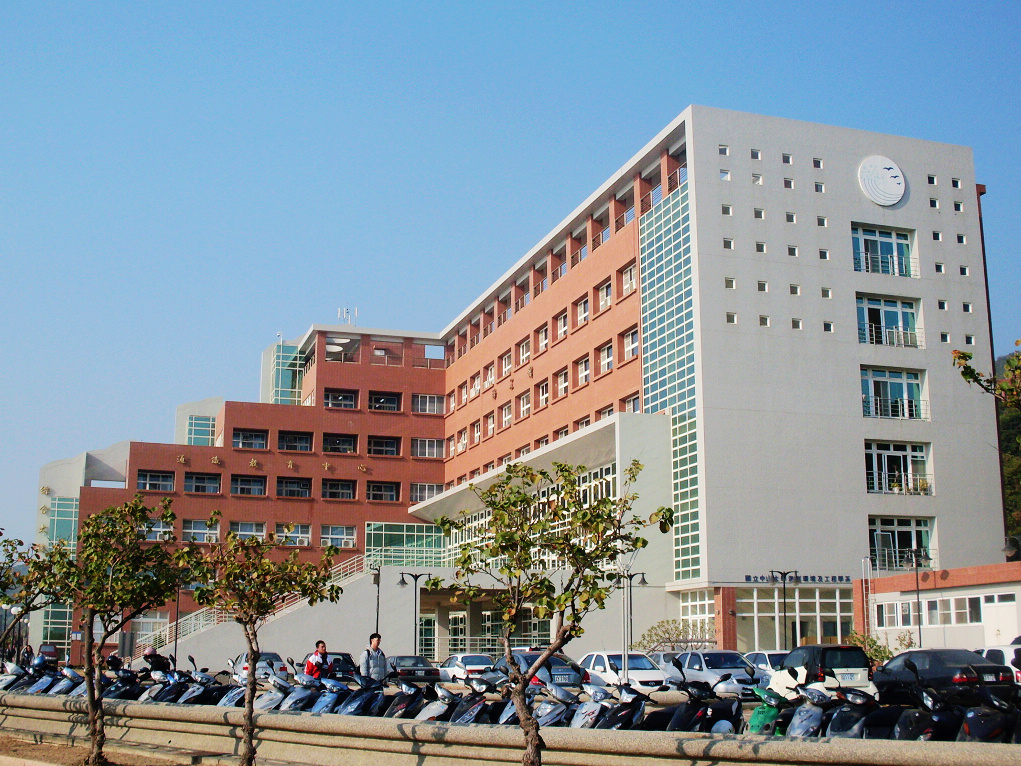
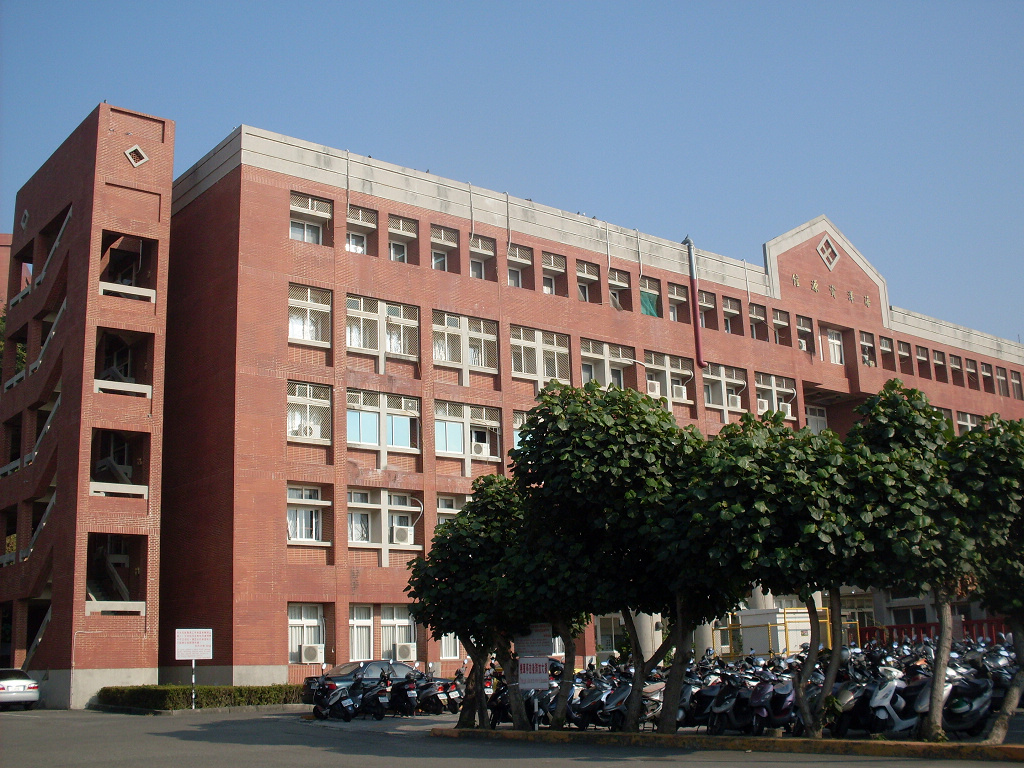
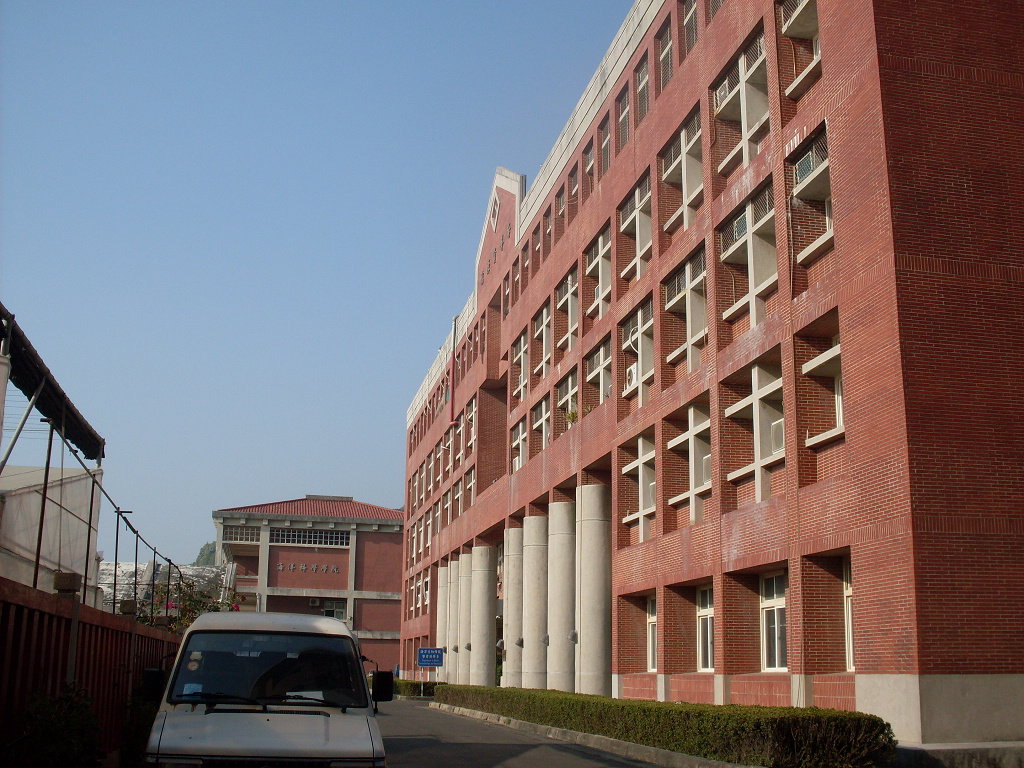
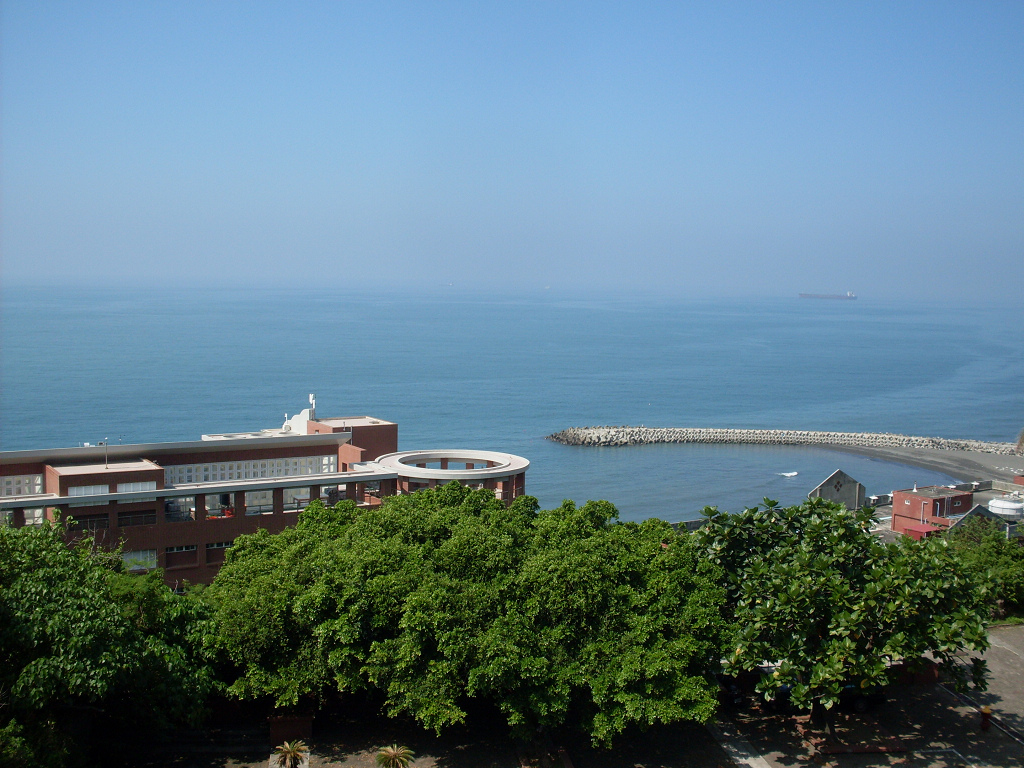